# Joseph Addison
Joseph Addison (født 1. maj 1672, død 17. juni 1719) var en engelsk politiker og forfatter under Oplysningstiden.
Mest kendt for sammen med Richard Steele i 1711-1712 at have udgivet tidsskriftet The Spectator, der indeholdt en række fiktives personers indsendte bidrag, der udformede sig som ofte morsomt moraliserende essays over datidens forhold.
Addison havde blandt andet den tvivlsomme ære at være opført på Index librorum prohibitorum, den katolske kirkes indeks over forbudte bøger.